# Lysandros
Lysandros (grekiska Λύσανδρος, latin Lysander), född sannolikt omkring 450 f.Kr., död 395 f.Kr., var en spartansk fältherre. På det offentliga livets skådeplats framträder han först under senare delen av Peloponnesiska kriget, då den långvariga striden mellan Greklands båda mäktigaste stater, Aten och Sparta, närmade sig sitt avgörande, vartill Lysandros kraftfulla uppträdande i hög grad bidrog. Lysandros var statsmanson till Aristokritos och tillhörde heraklidernas ätt. 
År 407 f.Kr. valdes Lysandros till överbefälhavare (nauarchos) över en med understöd av den persiske fursten Kyros den yngre bildad spartansk flotta och lyckades tillfoga Atens flotta ett nederlag vid Notion. År 405 f.Kr. slog Lysandros det avgörande slaget genom att vid Getfloden (Aigospotamoi) på Traciens kust överrumpla och tillintetgöra hela den attiska flottan. Han seglade sedan omkring till Egeiska havets öar och kuststäder, som utan svårighet förmåddes avfalla från det dåmera maktlösa Aten. Överallt störtades folkväldet, och i varje stat insattes en oligarkisk regering av tio män, tillhörande det spartanska partiet. Därefter styrde man till Aten, som inneslöts och efter hårdnackat motstånd tvingades ge sig på grund av hunger och anta segrarens hårda villkor år 404. 
De "långa murarna", som tryggade Atens förbindelse med hamnstaden Peiraieus, revs ned vid flöjtmusik, och statens styrelse överlämnades åt trettio spartansksinnade män (de så kallade trettio tyrannerna), vilka under skydd av en spartansk garnison under åtta månaders tid utövade ett riktigt skräckvälde. 
Lysandros var nu den mäktigaste och mest ansedde mannen i hela Grekland. De grekiska staterna hyllade honom med altaren och bildstoder, och skalderna tävlade att sjunga hans lov. I Sparta misstänkte man honom dock, sannolikt inte utan skäl, för att umgås med planer att omstörta det bestående samhällsskicket, och Lysandros vistades av denna orsak under någon tid helst på främmande ort. År 399 f.Kr. lyckades han genomdriva att Agesilaos valdes till konung, och återvann därmed en del av sitt inflytande. Vid utbrottet av det Korintiska kriget erhöll han ett överbefäl och stupade vid Haliartos i Boiotien (395 f.Kr.). 
Lysandros var en framstående krigare, men vann ofta sina segrar med hjälp av list och ränker. För övrigt var han en typ av gammaldags spartansk enkelhet och stränghet i levnadssätt, och med ett bland hans samtida högst ovanligt förakt för rikedomar levde och dog han fattig. Hans levnadslopp, eller egentligen blott den sista, politiskt betydelsefulla delen av det, är tecknat av Plutarchos och i kort sammandrag av Cornelius Nepos.